# 完顔陳和尚
完顔 陳和尚（かんがん ちんわしょう、1192年 - 1232年）は、金末の軍人。諱は彝、字は良佐だが、小字（幼名）の陳和尚に姓の完顔を付した名前で知られている。豊州の出身。ウイグル・ナイマン・羌・漢人など、モンゴルの支配を避けて金に逃げ込んできた亡命者を集めて忠孝軍と名づけた軍団を編成し、混成部隊をよく統率してモンゴル軍との戦いに活躍した。

## 生涯
父の乞哥は1206年の南宋との戦いに参加して戦死した。金に侵攻したモンゴル帝国が首都の中都（現在の北京）を攻略した1215年頃、20歳ほどだった陳和尚はモンゴル軍に捕えられたが、モンゴルの将軍に気に入られて側近に仕え、北方で数年暮らした。のちにモンゴルによって母が留まっている故郷の豊州に赴いたとき、陳和尚の母とともに豊州にいた従兄の斜烈とともにモンゴル人の監督官を殺害し、母を連れ出して黄河を渡り、南遷した金の都の開封に逃走した。これを喜んだ宣宗が斜烈を将軍に取り立てると、陳和尚も従兄にしたがって軍職についた。1225年、斜烈が病中に代理で軍中の裁判を行い、従兄の部下を鞭打ちして死に追いやったことから私憤により不法に越権を行ったと訴えられ、獄に繋がれた。1年半後、斜烈が病没すると、これを惜しんだ哀宗は陳和尚を釈放させ、軍務に復職させた。
1228年、モンゴル軍が侵入してくると陳和尚は自ら望んで先鋒となり、400騎をもって8000の敵を破った（大昌原の戦い）。モンゴル軍の侵攻がはじまってからの20年でかつてなかった大勝利の立役者となった陳和尚はこの功績により定遠大将軍・平涼府判官を授けられ、一躍天下に勇名を轟かせて滅亡寸前の金の英雄となった。陳和尚率いる忠孝軍は常に戦いで先鋒を務め、河南・陝西を転戦して連戦連勝した。とくに1231年には倒回谷の戦いで大勝をおさめ、禦侮中郎将に昇った。
しかし、陳和尚の活躍にもかかわらず、1230年から始まったモンゴル帝国のカアンのオゴデイ自身が総司令官となって行われた第二次対金戦争によって金は黄河南岸のわずかな領土に追い詰められた。1232年1月（ユリウス暦では1231年末）、開封西南方での三峰山の戦いで、陳和尚も参加する金軍の主力15万の大軍はオゴデイの弟のトルイ率いるモンゴルの別働隊に大敗し、鈞州城に逃げ込んだ。さらに鈞州城が破られると陳和尚は逃走したが、逃げ切れないことを悟ってモンゴル軍の陣に赴き、自ら忠孝軍の総領陳和尚であると名乗って処刑された。のちにモンゴルの元朝が編纂した金の歴史書『金史』は、陳和尚は刑死するにあたっても堂々とした態度であったのでモンゴル軍に感嘆されたと伝えている。